# Terszat vára
Terszat vára (horvátul: Gradina Trsat), vár Horvátországban, a Fiume városához tartozó Trsat területén. 

## Fekvése
Terszat vára a település északnyugati részén a Recsina kanyarulata feletti 138 méter magas dombon áll.

## Története
Terszat várát a Frangepánok építették a 13. században. 1449-ig az egységes Frangepán birtok része volt, majd a birtokfelosztáskor Novival, Bribirrel, Kotorral és Bakarral együtt Frangepán Márton kapta meg és a család ún. trsati ágának székhelye lett. 1490-ben III. Frigyes német-római császár foglalta el, de fia Miksa visszaadta a Frangepánoknak. 1508-ban rövid időre a velenceiek foglalták el, akik ekkor Fiumét is lerombolták. Frangepán Bernát hamarosan visszafoglalta és haláláig 1529-ig meg is tartotta. Tőle Frangepán István örökölte meg. 1544-ben Zrínyi Miklós és Frangepán István egyezséget kötöttek arra vonatkozóan, hogy ha bármelyikük örökös nélkül halna meg a birtokait a másik örökli. Miután 1577-ben Frangepán István örökös nélkül halt meg birtokai a Zrínyieké lettek. A vár azonban mint stratégiai fontosságú erődítmény ténylegesen császári kézben volt a katonai határőrvidék részeként a zenggi kapitányoknak alárendelve. A török veszély elmúltával katonai fontosságát elveszítette és 1826-ban gróf Laval Nugent vásárolta meg, aki 1827-től kezdődően Pavonuzzi olasz építész tervei szerint kényelmes várkastéllyá építtette át. Az átépítés során a vár minden középkori jellegzetességét elveszítette. 1843-ban a várban megnyílt a Nugent múzeum az akkori Horvátország első múzeuma.

## A vár mai állapota
A vár két fő részből áll, a bejáratnál levő elülső részből és az északi oldalon emelkedő hátsó részből. Mai formája az 1827-től megindult rekonstrukció során alakult ki, mely során a középkori várat a felismerhetetlenségig átépítették. A vár délnyugati sarkában áll a vár legrégibb részének tartott Frangepán-torony, mely a hagyomány szerint római őrtorony alapjain épült ezért római toronynak is nevezik. A középkorban lakótoronyként szolgált. Ez ma is a vár legerősebb és legmagasabb tornya, melynek azonban csak az alsó része eredeti, a felső rész a 19. századi átépítés során épült. Ekkor építették a vár keleti udvarán a világ hőseinek az ókori építményeket utánzó mauzóleumot is. 1964-ben az épületegyüttes egy részét étteremmé építették át. Ma szabadtéri színpad is működik benne.